# Ян Шчепаник
Ян Шчепаник (на полски: Jan Szczepanik), роден на 13 юни 1872 г. в Рудники, Мошчиска, починал на 18 април 1926 г. в Тарнов е полски изобретател, известен като „полския Едисън“, „австрийския Едисън“, „Леонардо да Винчи от Галиция“ и „галицийският гений“. Описан е в две статии на Марк Твен. Въпреки факта, че е бил самоук в областта на техниката, той е автор на над 50 изобретения и няколкостотин патентовани технически идеи в областта на цветната фотография, тъкачеството и телевизията.

## Биография
Извънбрачен син на Мариана, дъщеря на фермери от Мощиска близо до Кросно. До 1875 го отглежда майка му, а след брака ѝ с Лудвиг Панек израства при вуйна си и вуйчо – Саломея и Вавжинец Градович в Кросно. В града той посещава пост йезуитското народно училище през периода 1878 – 1885 г. Спътниците на детските му игри са Франчишек Пик, наречен Мирандола (по-късно поет и преводач), Еугениуш Ромер (по-късно географ), бъдещият генерал Ян Ромер и бъдещият съдия Ян Константинович. След това посещава прогимназията в Ясло 1885 – 1888 и учителския колеж в Краков. Получава дипломата си за средно образование на 9 юни 1892 г. През 1887 – 1890 г. е помощен учител в основното училище в Бончал Долни близо до Ясло, създадено през 1885 г. До 1896 г. работи като учител в села близо до Кросно – първо в Поток, след това в Корчин и Любатувка и в Любочи.
По-късно се премества в Краков, където намира работа в намиращия се на ъгъла на улиците „Флорианска“ и „СВ. Тома“ „Склад за фотоапарати“ на Лудвиг Клайнберг. Там научава технологията и конструкцията на тогавашните фотоапарати и фотографска техника. По-късно Клайнберг започва да финансира идеите на своя служител и през 1898 г. във Виена основава дружество, занимаващо се с внедряването на изобретенията на Шчепаник под името „Societe des Inventions Jan Szczepanik et Cie“, което стартира фабрика за производство на перфорирани карти за жакардови машини, модернизирани от изобретателя Изобретателят има свои ателиета във Виена, Берлин и Дрезден.
През 1900 г. пресата съобщава за Шепаник, описвайки го като най-известния новобранец на австроунгарската армия, тъй като след като се оттегля от учителската професия, той е бил задължен да изпълнява три години военна служба и въпреки усилията си да се избегне това, в началото на октомври 1900 г. се присъединява към 45-ти пехотен полк в Санок. През годините 1900 – 1902 той служи в Пшемишъл, където се запознава със съпругата си Ванда Джиковска, дъщеря на областния лекар Зигмунт.
От 1902 г. Шчепаник е свързан с Тарнов. На 8 ноември 1902 г. в катедралната базилика в Търнов той се жени за Мария Хиацинта Ванда Джиковска. През годините 1902 – 1906 съпрузите живеят главно във Виена. От 1906 г. те се установяват за постоянно в Тарнов. Имат 5 деца: Анджей (1904 – 1907), Збигнев (1906 – 1969), Богдан (1908 – 1978), Богуслав (1912 – 1942) и Мария (1914 – 2005). Негов внук е Йежи Шчепаник-Джиковски, известен архитект. Ян Щепаник умира на 18 април 1926 г. в Тарнов. Погребан е на Старите гробища в семейната гробница Джиковски.

## Изобретения
Шчепаник е автор на много изобретения в областта на цветното тъкане, филмовите и фотографските техники. Първите изобретения, които разработва, са предназначени за текстилната промишленост. Още по време на престоя си в Корчина той посещава местни тъкачни работилници, обмисляйки подобряването на производството на тъкани. Възнамерява да модернизира използваните до този момент методи, което по-късно води до създаване на изобретения в тази област. Проявява особен интерес към технологията на цветното тъкане, което по онова време, поради сложността си, се прави от жакардови, управлявани от перфорирани карти, изобретени от Жозеф Мари Жакард. Както перфокартите, наричани тогава патрони, които управляват тези машини, така и работата по тях се извършва ръчно. През 1896 Шчепаник успява да разработи метод за тъкане с шарки, който е по-евтин от фотоелектрическия метод, използван по това време.Неговите иновации се основават на използването на фотографски методи при подготовката на картите, автоматичната им перфорация, инсталирането на автоматична система за четене и използването на електричество за управление на устройството. Всички тъкачни изобретения на Шчепаник са патентовани в Германия, Австрия, Англия и Съединените щати, където се радват на голям интерес сред индустриалците, тъй като значително съкращават и опростяват процеса на производство на тъкани и намаляват цената им. Ян Шчепаник е изобретил също:
- телектроскоп – устройство за предаване на движещо се цветно изображение със звук от разстояние, прародител на днешната телевизия],
- системата за цветно тъкане – изобретена през 1896 г. Това е електрически метод за фотографско копиране на шарки по време на производството на плат. Тази система се използва от 1898 г. от австрийската и германската текстилна промишленост,
- системата на цветния филм – разработената от изобретателя през 1899 система за цветна филмова лента, за която получава британски патент през 1900 г. За да възпроизведе цветовете, изобретателят използва черно-бял филм и филтри в три цвята: червен, зелен и син. През 1915 г. той разработва филмова камера за цветен филм, а по-късно и проектор. Филмът е усъвършенстван между 1918 и 1925 г. и е високо ценен заради близкото си до реалистично пресъздаване на цветовете. Иновациите на Шчепаник в тази област са заменени от американския Technicolor,[7]
- система за цветна фотография и фоточувствителна цветна хартия – този метод по-късно е използван от Kodak (1928) и Agfa (1932),[8]
- телфот – усъвършенствано устройство за пренасяне на образ на разстояние, представено на Световното изложение в Париж през 1900,[9]
- фотометър – устройство за измерване на светлината,[10]
- бронежилетка – собствен проект за бронежилетка от 1901[11] (патентована почти по същото време от друг поляк – Кажимеж Жеглен), изработен от копринена тъкан с тънки пластове стоманена ламарина. Това изобретение носи слава на Шчепаник, понеже специалната тъкан спасява от смърт по време на атентат испанския крал Алфонсо XIII, който в знак на благодарност награждава Шчепаник с високо държавно отличие – Ордена на Изабела католическа през 1902.[12] Подобни намерения има и Николай II, но по патриотични причини Шчепаник отказва да приеме ордена, така че вместо с орден царят го дарява със златен часовник, инкрустиран с брилянти.
- фотоскулптор – уред, служещ за копиране на скулптури чрез фотографски метод,
- калоридул – изобретен през 1901 г. автоматичен регулатор на тягата на комина в котелни пещи, което води до големи икономии на въглища. Патентован в Германия и Англия,
- звуков филм,
- електрохимичен двигател.

## Бронежилетка
Както Ян Шчепаник, така и Кажимеж Жеглен се смятат за единствените изобретатели на бронежилетката. Кажимеж Жеглен е първият, който получава патент (1896 и 1897) и прави публични демонстрации на ефективността на жилетката няколко години преди Шчепаник (Кажимеж Жеглен прави първите публични демонстрации на своята бронирана тъкан с участието на полицията в Чикаго на 16 март 1897 г.). На 7 май 1897 г. Кажимеж Жеглен възлага на компанията на Шчепаник да разработи технология за машинно тъкане на бронежилетка. Шчепаник значително подобрява структурата на копринената бронирана тъкан благодарение на специална техника за тъкане на килими и благодарение на своите тъкачни машини той получава материал с по-високо качество от тъканта на Жеглен, който прилага ръчно тъкане на материала.

## Увековечаване
- Ян Шчепаник е патрон на училища в Лодз, Кросно и Тарнов, неговото име носят и улици в Тарнов, Варшава, Корчина.
- От 2003 г. в Тарнов функционира фондация „Ян Шчепаник“, чиято главна цел е да популяризира дейността на патрон.
- В Тарнов има паметници на изобретателя, дело на Михал Поремба: единият на площада до училището, на което той е патрон, другият на гробницата в Старото гробище.
- През 2013 г. BM Production от Краков снима документалния филм „Галицйиският гений“ (Galicyjski Geniusz).
- На 17 юни 2012 г. в Националния музей на техниката във Варшава е открита изложба „Ян Шчепаник – полският Едисън“.
- През 2011 г. Полските пощи издават пощенска марка с образа на Ян Шчепаник и модел на филмова камера.

## Галерия
- Снимка на Ян Шчепаник с негов автограф
- Ян Шчепаник със съпругата си
- Представяне на бронежилетката
- Патентованата от Ян Шчепаник тъкачна машина